# اخی جوق
اخی جوق از سرداران مغول در قرن هشتم هجری بود که به نیابت از جانی بیک و پسرش بردی بیک، پادشاهان مغول دشت قبچاق، مدتی حکومت آذربایجان را داشت.
پس از وفات سلطان ابوسعید ایلخان، دولت ایلخانان دچار ضعف شد و ایلخانانی که پس از سلطان ابوسعید بر تخت حکومت ایران نشستند، بر امور سیطره نداشتند و بازیچهٔ امرای خود بودند. پس ایران تجزیه شد و هر بخشی از ایران بزرگ به دست امیری افتاد. در آن هنگام، برخی ایالات غربی ایران به چنگ امرای مغول آل چوپان افتاد. ملک اشرف چوپانی، آخرین امیر خاندان چوپانیان، مردی خونریز و مال اندوز بود و مردم از حکومت او به ستوه آمده بودند و دسته دسته به اطراف جهان، آواره شدند و چون در داخل ایران، هنوز سلطانی قوی‌پنجه نبود که بدو التجا برند، به جانی بیک، پادشاه مغول نژاد دشت قبچاق شکایت بردند و در یک نماز جمعه، بر او گرد آمدند و دادخواهی کردند که تو امروز پادشاه اسلامی و به فریاد مسلمین رسیدن بر تو واجب است. پس جانی بیک به قصد کوتاه ساختن دست ملک اشرف، به آذربایجان تاخت و سپاه او را در هم شکست و ملک اشرف در حالی که با قطاری طولانی از شتران و ستوران حامل گنجینه‌هایش در حال گریز بود، به دست مردم کشته شد. جانی بیک از آن پس بر آن شد که امرای اطراف را مطیع سازد و از شمار آنان، امیر مبارزالدین محمد مظفر، پایه‌گذار سلطنت آل مظفر بود که در جنوب ایران سرگرم تحکیم قدرت خود و پایه‌گذاری سلطنتی ایرانی بود و سودای آن را داشت که مغولان را از ایران اخراج کند. جانی بیک به امیر مبارزالدین نامه فرستاد که پدران تو در خدمت پادشاهان مغول بودند، تو نیز اطاعت پیشه کن و به درگاه بیا تا حکومت تو را بر متصرفاتت تنفیذ کنیم. اما امیر مبارزالدین که سودای اخراج مغولان از ایران را داشت، به جای پاسخ دادن به نامهٔ جانی بیک، ۱۲ هزار سوار گزیده را در اصفهان عَرض داد و عازم تاخت آذربایجان شد. در آن حال، جانی بیک، به سبب بیماری به تختگاهش غازان بازگشت و پسرش بردی بیک را در آذربایجان گذاشت و چندی بعد، بردی بیک نیز به سبب مرگ پدر، به غازان بازگشت و اخی جوق را در آذربایجان نهاد. اخی جوق، سبب تسخیر آذربایجان را که برانداختن خاندان چوپانی و دادنِ دادِ مردم بود، از یاد برد و به دستیاری بقایای امرای چوپانی، آغاز ستم و تعدی به مردم نهاد. پس سلطان اویس، دومین سلطان خاندان ایلکانی (آل جلایر) که در بغداد بود و او نیز سودای متحد ساختن ایران را داشت، در بهار سال ۷۵۹ (قمری) به آذربایجان تاخت و اخی جوق را که با بقایای سپاه و امرای چوپانی در کردستان موضع گرفته بود، در هم شکست، اما چون زمستان شد، به ناچار به بغداد بازگشت. پس امیر مبارزالدین محمد که از پیش به قصد مصاف دادن با جانی بیک حرکت کرده بود، به آذربایجان درآمد و اخی جوق با ۳۰ هزار سپاهی در میانه با او مقابل گشت. در این نبرد، شاه یحیی نوهٔ امیر مبارزالدین، داد دلاوری داد و سپاه اخی جوق را در هم شکست و او را از آذربایجان به سمت نخجوان هزیمت داد، اما شاه محمود، پسر امیر محمد، سستی کرد و بر جناح او شکست افتاد و برخی تقصیرات دیگر نیز از شاه محمود و شاه شجاع و شاه سلطان ظهور کرد و نتیجه آن شد که امیر مبارزالدین محمد، شاه یحیی را که نوجوان بود، بر رخ آنان کشید و شاه محمود و شاه شجاع را به کور کردن و شاه سلطان را به کشتن بیم داد و این سه تن نیز از بیم امیر محمد که زودخشم و خونریز بود، او را در اردوگاه نظامی در شهر اصفهان فروگرفتند و شاه شجاع به پادشاهی آل مظفر و سلطنت بر بیشتر ایالات ایران رسید. از پس این حوادث، دیگر نشانی از اخی جوق در صفحات تاریخ ایران نیست.